# The Son
The Son is een dramafilm uit 2022, geschreven en geregisseerd door Florian Zeller. De film is gebaseerd op zijn toneelstuk Le Fils (2018), dat samen met Le Père en La Mère een trilogie vormen. Acteurs Hugh Jackman, Vanessa Kirby en Laura Dern werden gecast voor de hoofdrollen.

## Verhaal
Nicholas is 17 jaar oud en woont bij zijn moeder Kate. Zijn vader Peter, heeft net een kind gekregen met zijn nieuwe vriendin Beth. Kate vertelt Peter dat hun zoon, een depressieve tiener, al drie maanden niet naar school is geweest. Peter bespreekt vervolgens met Nicholas, die vraagt om bij hem en Beth te komen wonen. Peter accepteert, verandert zijn middelbare school en doet al het mogelijke om de smaak van zijn zoon voor het leven te herstellen.

## Rolverdeling
| Acteur          | Personage      |
| --------------- | -------------- |
| Hugh Jackman    | Peter          |
| Laura Dern      | Kate           |
| Vanessa Kirby   | Beth           |
| Zen McGrath     | Nicholas       |
| George Cobell   | jonge Nicholas |
| Anthony Hopkins | Peter's vader  |
| Hugh Quarshie   | Dokter         |
| William Hope    | Andrew         |
| Akie Kotabe     | Mr. Yama       |

## Productie
Tijdens een interview met Deadline, net nadat bekend was gemaakt dat de film The Father genomineerd was voor 6 Academy Awards, onthulde regisseur Florian Zeller dat hij bezig was met de verfilming van zijn toneelstuk Le Fils, die zou worden uitgebracht onder de titel The Son. In april 2021 werd bekendgemaakt dat acteurs Hugh Jackman en Laura Dern waren gecast. In juni 2021 voegde actrice Vanessa Kirby zich ook bij de cast.

## Release
De film ging in première op 7 september 2022 op het Filmfestival van Venetië waar de film meedoet aan de internationale competitie om de Gouden Leeuw. Op 13 september 2022 verschijnt de film op het Internationaal filmfestival van Toronto. In de Verenigde Staten wordt de film uitgebracht op 11 november 2022.

## Ontvangst
De film ontving over het algemeen gunstige recensies van critici. Op Rotten Tomatoes heeft The Son een waarde van 67% en een gemiddelde score van 6,10/10, gebaseerd op 15 recensies. Op Metacritic heeft de film een gemiddelde score van 67/100, gebaseerd op 11 recensies.

## Prijzen en nominaties
| Jaar | Prijs                    | Categorie                        | Genomineerde(n) | Uitslag     |
| ---- | ------------------------ | -------------------------------- | --------------- | ----------- |
| 2022 | Filmfestival van Venetië | Gouden Leeuw                     | Florian Zeller  | Genomineerd |
| 2023 | Golden Globes            | Beste acteur in een film – drama | Hugh Jackman    | Genomineerd |
| 2023 | Satellite Awards         | Beste acteur in een dramafilm    | Hugh Jackman    | Genomineerd |